# Paphiopedilum bellatulum
Paphiopedilum bellatulum é uma espécie de orquídea (Orchidaceae) do Sudeste Asiático.